# Sega GT 2002
Sega GT 2002 è un simulatore di guida pubblicato nel 2002 da Sega per Xbox. In America del Nord è stato commercializzato insieme a Jet Set Radio Future, anch'esso prodotto da Sega.

## Modalità di gioco
Dal gameplay simile a Sega GT per Dreamcast, il gioco presenta veicoli targate Acura, Alfa Romeo, Audi, Caterham, Chevrolet, Dodge, FIAT, Ford, Honda, Jaguar, Lexus, Lotus, Mazda, Mercedes-Benz, Mitsubishi, Nissan, Opel, Peugeot, Renault, Subaru e Toyota.

## Accoglienza
Considerato la risposta SEGA a Gran Turismo 3, il gioco è stato criticato per l'esiguo numero di tracciati.